# Cirrocumulus floccus
Le cirrocumulus floccus est un type de cirrocumulus dans lequel chaque élément nuageux est constitué par un petit flocon d'aspect cumuliforme,, dont la partie inférieure, plus ou moins déchiquetée, est souvent accompagnée de virga. Ce terme s'applique aux cirrus, aux cirrocumulus et aux altocumulus.